# Grantly Dick-Read
Grantly Dick-Read (Suffolk, 26 gennaio 1890 – Wroxham, 11 giugno 1959) è stato un ginecologo britannico, tra i primi e massimi fautori del parto naturale.

## Biografia

### Giovinezza ed educazione
Grantly Dick-Read nacque nel Suffolk il 26 gennaio 1890, figlio di un mugnaio del Norfolk e sesto di sette figli. Frequentò il Bishop's Stortford College e in seguito Cambridge, e fu un eccellente atleta e fantino. Effettuò il tirocinio medico presso il London Hospital, nel quartiere di Whitechapel, dove si laureò in medicina nel 1914.

### Carriera e lavoro

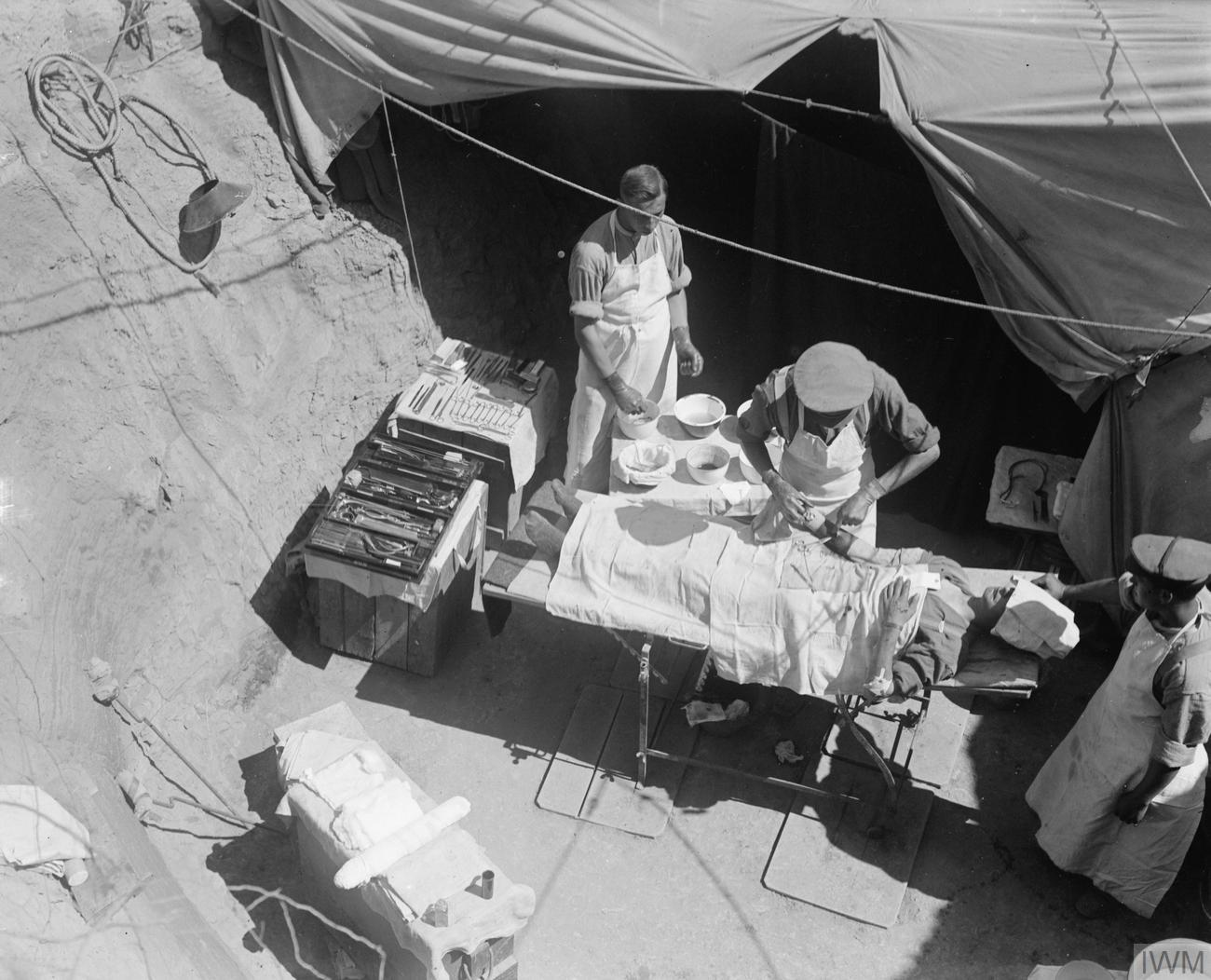
Un chirurgo della 42ª Divisione britannica rimuove una pallottola dal braccio di un soldato in una tenda-ambulatorio da campo presso Gallipoli, 1915.

Durante la prima guerra mondiale, Dick-Read prestò servizio presso il Royal Army Medical Corps. Fu gravemente ferito nella campagna di Gallipoli ma successivamente prestò servizio in Francia. Quando la guerra finì, tornò al London Hospital per un anno e completò la specializzazione a Cambridge.
Nei primi anni venti, lavorò in una clinica di Woking, vicino a Londra, e divenne molto conosciuto.
Dick-Read si specializzò nel parto, osservando e prendendo nota di casi significativi. 
Pubblicò il suo primo libro, Natural Childbirth, nel 1933.
Le idee di Dick-Read all'inizio furono derise, e lui venne espulso dalla clinica londinese che aveva istituito con un gruppo di colleghi ostetrici.
Quando la collaborazione con Woking venne meno nel 1934, Dick-Read fondò una clinica privata al numero 25 di Harley Street.
Il suo secondo libro, Revelation of Childbirth (successivamente reintitolato Childbirth without Fear), fu pubblicato nel 1942, e, a differenza del primo, mirò ad un pubblico più generale (in particolare alle donne). Per le tesi e le pratiche che veniva elaborando fu accusato da più parti di "ascientificità", di ipnotizzare le sue pazienti e di "crudeltà" (perché nella sua pratica medica era solito non fornire immediatamente analgesici alle partorienti, ma solo su loro esplicita richiesta).
Dopo la seconda guerra mondiale, le sue idee si fecero lentamente strada e arrivarono inviti a tenere incontri in tutto il mondo. Negli anni cinquanta il libro divenne un bestseller internazionale, ancora ristampato, e fonte di ispirazione per l'attività ostetrica di Ina May Gaskin, Michel Odent e, in Italia, Giampiero Mosconi e Umberto Piscicelli.
Nel 1948 Dick-Read si trasferì in Sudafrica, dove osservò parti tradizionali africani e rafforzò la propria fiducia in questi metodi. Da questa esperienza scaturì No Time for Fear (1955). Nel 1953 tornò in Inghilterra e continuò a tenere conferenze e a scrivere.
Nel 1956 venne fondata la UK Natural Childbirth Association (oggi National Childbirth Trust), che divenne la principale organizzazione benefica ad occuparsi del parto e della condizione genitoriale. Grantly Dick-Read fu il suo primo presidente. 
Nel 1957 uscì un album fonografico intitolato Natural Childbirth: A Documentary Record of the Birth of a Baby, cui Dick-Read partecipò, e che fu stampato da Argo Records in Gran Bretagna e da Westminster Records negli Stati Uniti. È ancora disponibile in forma di CD presso Pinter & Martin.
Dick-Read morì l'undici giugno 1959 all'età di 69 anni a Wroxham, Norfolk, in una casa lungo il fiume precedentemente appartenuta all'attore e musicista George Formby. Una targa commemorativa della clinica di Dick-Read al numero 25 di Harley Street fu inaugurata l'undici giugno 1992.

## Childbirth without Fear
L'opera principale di Dick-Read si basa sulla convinzione che partorire, in quanto funzione fisiologica e naturale, non è doloroso di per sé, ma che, nel caso di parti senza complicanze, lo può diventare di fatto a causa della paura (e della paura del dolore) instillata nelle partorienti da varie fonti culturali. 
Sebbene il travaglio (labour) sia certamente un "duro lavoro" (hard work), il dolore intenso, secondo Dick-Read, non è necessariamente presente in un parto senza complicanze. Assistere ad alcuni parti indolori e spontanei nei suoi primi anni di pratica medica cambiò infatti la sua visione delle cose.
Secondo Dick-Read, la paura, attivando il sistema nervoso simpatico, innesca ciò che egli chiama la "sindrome Paura-Tensione-Dolore" (Fear-Tension-Pain Syndrome) e il fenomeno "donna tesa - cervice tesa" (Tense woman - tense cervix). Tale situazione può essere evitata principalmente educando la futura partoriente, ovvero spiegandole ciò che avverrà nel suo corpo durante il travaglio, affinché sia in grado di raggiungere uno stato di particolare rilassamento. Dick-Read sottolinea infatti a più riprese l'importanza dell'educazione prenatale come routine per tutte le donne (anche prima dell'adolescenza).
Come egli stesso racconta nel libro, le sue convinzioni sul dolore e la paura scaturirono dall'osservazione di numerosi parti, alcuni dei quali indolori, nelle più diverse situazioni nel corso degli anni, a partire dal lavoro al London Hospital (iniziato nel 1912) e dalle esperienze come medico durante la prima guerra mondiale. Questi casi lo portarono ad essere tra i primi a considerare il ruolo dello stato emotivo della donna nell'andamento del parto e a sviluppare un metodo di preparazione al parto. 
All'epoca, in Inghilterra, le sue idee e la sua pratica risultavano in aperto contrasto con l'ampio uso che durante il parto si faceva del forcipe, dell'analgesia e dell'anestesia (soprattutto con cloroformio ed etere), visti come strumenti di progresso in quanto "alleviatori di dolore". Il rifiuto di usarli come scelta primaria costò a Dick-Read critiche e accuse di vario tipo.

## Edizioni delle opere
- Natural Childbirth, London, William Heinemann, 1933
- Revelation of childbirth: the principles and practice of natural childbirth, London, William Heinemann, 1942
- Childbirth without Fear. Third edition, revised and enlarged, London, William Heinemann, 1954
- No Time for Fear. An Account of the author's journey through Africa seeking information on childbirth, London, William Heinemann, 1955
- Antenatal Illustrated: The Natural Approach to Happy Motherhood, London, William Heinemann, 1960
- Childbirth without fear: the principles and practice of natural childbirth, foreword by Michel Odent, London, Pinter & Martin, 2004 ISBN 978-0-9530964-6-6

## Traduzioni in italiano
- Rivelazioni sul parto: maternità senza paura: i principii e la pratica del parto naturale, traduzione dalla sesta ristampa con note e presentazione di Rina Gozzini, Napoli, Idelson di E. Gnocchi e F., 1951